# Soy una matagigantes
Soy una matagigantes (en inglés: I Kill Giants) es una novela gráfica escrita por Joe Kelly y dibujada por Ken Niimura. Trata sobre la vida de Barbara Thorson, una niña que se vale de su desbordante imaginación para evadirse de los problemas que le plantea el mundo real. La obra fue editada en Estados Unidos por Image Comics, con siete números en formato cómic publicados entre 2008 y 2009, y después ha sido recopilada en un tomo único que ha sido editado en español por Norma Editorial.
La obra ha sido galardonada con el Premio Internacional de Manga en 2012 y obtuvo una nominación al Premio Eisner en 2010, en la categoría de «mejor cómic juvenil». Además cuenta con una adaptación a película, I Kill Giants, que ha sido estrenada en 2017.

## Argumento
Barbara Thorson es una niña de diez años, despierta e independiente, que vive con sus hermanos mayores en una casa costera de Long Island. Con el paso del tiempo ha creado un mundo de fantasía, inspirado en Dungeons & Dragons, que le ha convertido en una inadaptada para el resto de sus compañeros; está convencida de que los gigantes existen y pretenden atacar su hogar, por lo que se pasa el día creando trampas caseras para combatirlos. Además asegura llevar un arma en el bolso, un martillo de guerra nórdico al que llama «Coveleski», con el que puede matar cualquier gigante con el que se cruce.
La vida de la protagonista cambia con la llegada al pueblo de Sophia, una nueva compañera que se convierte en su mejor amiga, y de la Sra. Mollé, la nueva psicóloga del colegio. A lo largo de la historia, Barbara se ve obligada a afrontar los problemas vitales que le habían llevado a crear el universo imaginario con el que pretendía evadirse de la realidad.

## Estilo
Soy una matagigantes es una historieta en blanco y negro con un dibujo inspirado en el manga, pero adaptado a los estándares del cómic estadounidense. El argumento alterna la primera y la tercera persona para entremezclar el universo imaginario de la protagonista con la realidad. Se publicaron siete comic book desde julio de 2008 hasta enero de 2009, bajo el sello Image Comics, y en mayo de 2009 se editó un tomo recopilatrio que en España ha sido publicado por Norma Editorial.
Joe Kelly, miembro del equipo de guionistas de Man of Action, se había basado en episodios personales para hacer un cómic inspirado en la aceptación de la pérdida. El dibujo corrió a cargo de Ken Niimura, un autor español de origen japonés que venía de publicar fanzines y debutaba en el mercado estadounidense. A la hora de crear a Barbara, Kelly se inspiró en cómo sería su hija, que en aquel momento iba a la guardería, si tuviera una personalidad «salvaje e impredecible». Por otro lado, Niimura aseguró que lo más complicado fue crear el universo de titanes y gigantes, pues debían resultar «terroríficos» y al mismo tiempo adoptar distintas posturas de combate. Durante la producción, Kelly escribía los guiones y Niimura se encargaba de adaptarlos al storyboard con distintas composiciones.